# Emmelichthys elongatus
Emmelichthys elongatus är en fiskart som beskrevs av Kotlyar 1982. Emmelichthys elongatus ingår i släktet Emmelichthys och familjen Emmelichthyidae. Inga underarter finns listade i Catalogue of Life.